# Lette Valeska

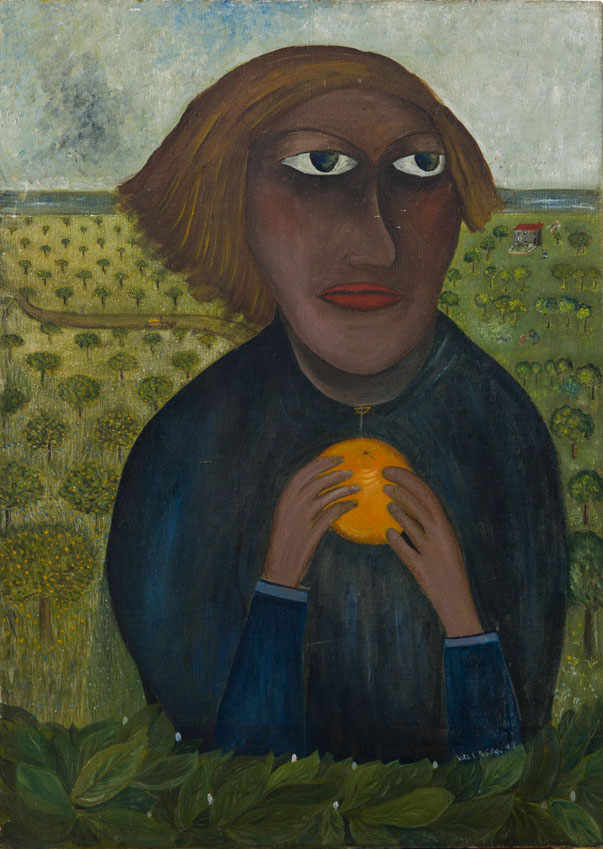
„Das gelobte Land“, Selbstporträt

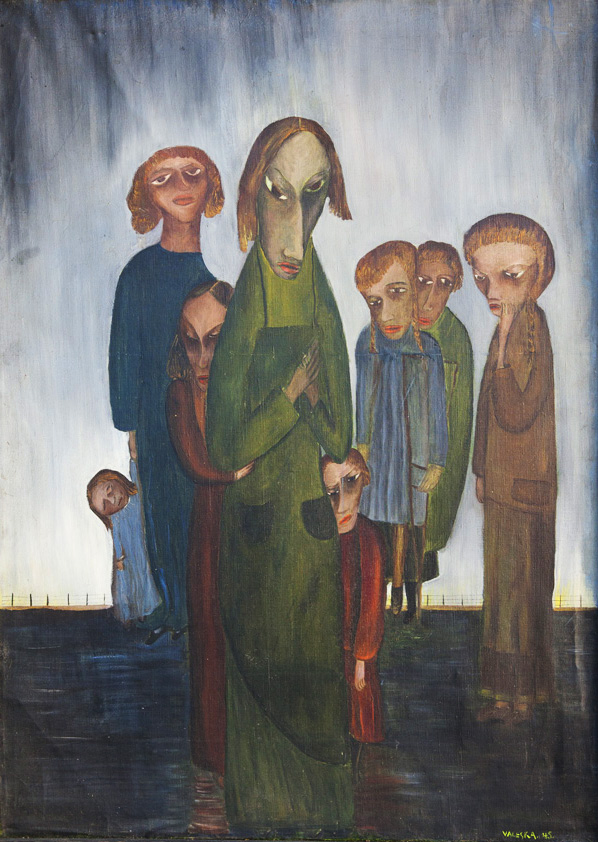
Still Waiting

Lette Valeska (* 20. August 1885 in Braunschweig; † 8. Januar 1985 in Los Angeles; geboren als Hella-Hilde Heinemann, verheiratete Heymann bzw. Valeska Heymann, auch Heynemann oder Heinemann) war eine deutsch-amerikanische Fotografin, Malerin und Bildhauerin.
Im Jahr 1937 emigrierte sie mit ihrem Mann und ihrer Tochter nach New York City. 1938 trennte sich das Paar und Valeska zog nach Los Angeles, wo sie sich nun Lette Valeska nannte und dort den Rest ihres Lebens verbrachte.
Sie begann als Fotografin von Kinderporträts und erlangte schnell Bekanntheit unter der Prominenz der Filmindustrie in Hollywood. Im Alter von fünfzig Jahren begann Valeska mit der Malerei und im Alter von siebzig mit der Bildhauerei.

## Frühe Jahre
Ihre Eltern waren der in Braunschweig lebende jüdische Kaufmann Berthold Heynemann bzw. Heinemann (1852–1930) und dessen Ehefrau Fanny, geb. Kunstmann (1854–1942). Sie hatte die drei Brüder Ludwig (1882–1942), Walter (1883–1968) und Fritz Heinemann (1893–1918). Die Familie wohnte Petritorwall 30.
Von 1891 bis 1901 besuchte Valeska Heymann die Höhere Töchterschule, das heutige Gymnasium Kleine Burg in der Braunschweiger Innenstadt. Seit ihrer Schul- und Studienzeit war Valeska mit Galka Scheyer befreundet. Darüber hinaus erhielt sie von Privatlehrern zusätzlichen Unterricht in englischer, französischer und italienischer Sprache. Im Alter von zwölf Jahren begann sie zu fotografieren. Eine künstlerische Ausbildung erhielt sie nicht. Von 1911 bis 1914 arbeitete sie als Sekretärin einer technischen Zeitschrift in Brüssel. Im Jahr 1920 heiratete Valeska den Unternehmer Ernst Heymann, Besitzer einer Fabrik für chemisch-pharmazeutische Produkte in Frankfurt am Main. Dort lebte das Paar mit seiner Tochter Hella bis 1932, als die Familie nach Paris zog, da Ernst Heymann dort eine Unternehmensfiliale eröffnen wollte. 1937 wollte die Familie wieder nach Frankfurt zurückkehren, jedoch wurde dies von antisemitischen Firmenangestellten verhindert, sodass sie im selben Jahr nach New York emigrierte. Die Chemische Fabrik Frankfurt a. M. Ernst Heymann & Co. wurde durch das NS-Regime beschlagnahmt und 1939 aufgelöst. 1938 trennten sich Valeska und Ernst Heymann. Valeska zog auf Anregung ihrer Jugendfreundin, der ebenfalls aus Braunschweig stammenden Malerin und Kunstsammlerin Galka Scheyer, nach Los Angeles. 1948 beging Ernst Heymann Suizid.

## Fotografische Arbeiten
Scheyer berichtet am 15. Juli 1938 aus Hollywood an Jawlensky: Valeska „wird Photographie lernen um endlich weg vom rein geschäftlichen in eine künstlerischere Tätigkeit sich zu vertiefen.“
Kurz nach ihrer Ankunft in Los Angeles erhielt sie den Auftrag, Kinder einer Grundschule zu Lehrzwecken zu fotografieren.
Valeskas Fotografien von Schulkindern zog die Aufmerksamkeit der Hollywood-Prominenz auf sich. Der Filmproduzent David Selznick (1902–1965) beauftragte sie, Schauspieler zu porträtieren, nachdem ihn die Fotografien seiner Kinder beeindruckt hatten. Dies eröffnete ihr eine Karriere als Porträtfotografin, in der sie unter anderem Gregory Peck, Joseph Cotten, Danny Kaye, Gene Kelly, Ingrid Bergman, Mickey Rooney, Doris Day, Rita Hayworth, Ava Gardner, James Stewart und Elizabeth Taylor fotografierte. Valeska arbeitete dabei nicht im Studio, sondern meist in den Häusern und Wohnungen ihrer Modelle, um die Menschen in ihrer gewohnten Umgebung zu zeigen.

## Bildende Kunst

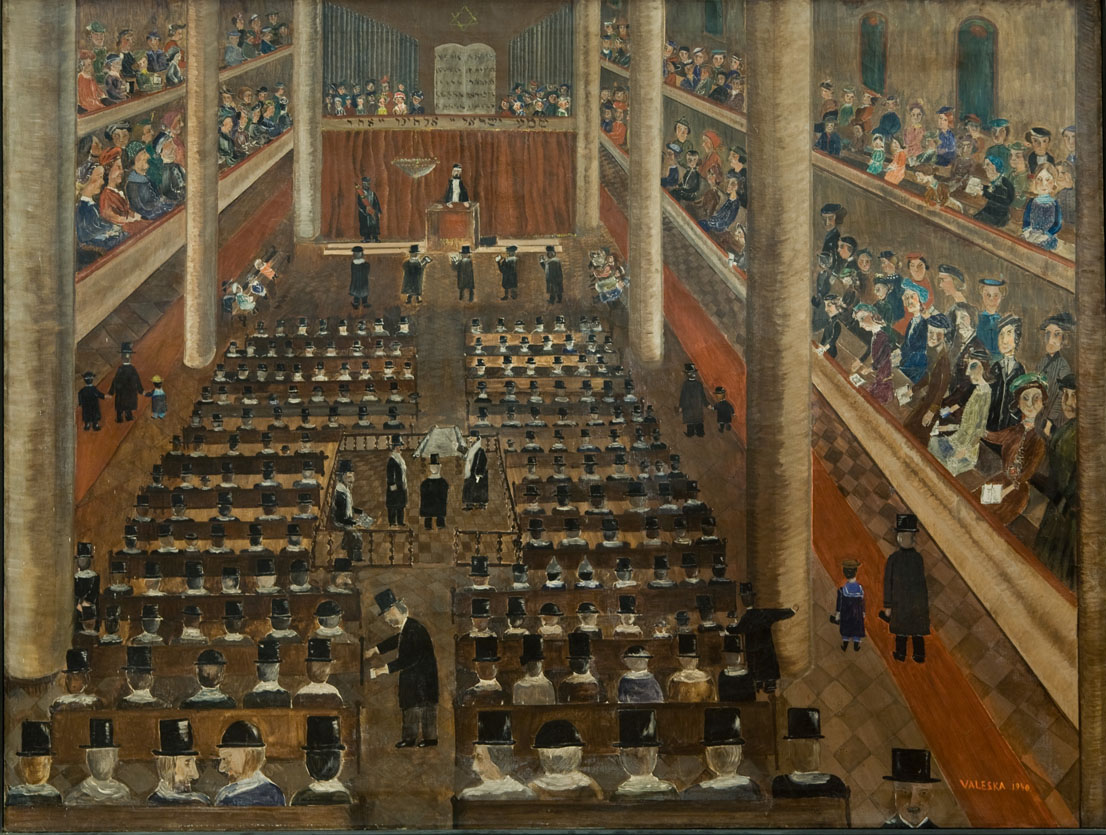
Unsere Synagoge 1940.
Darstellung der Gemeinde der Neuen Synagoge in Braunschweig.

Die deutsch-amerikanische Malerin, Kunsthändlerin und Kunstsammlerin Galka Scheyer, eine Freundin aus Braunschweiger Kindertagen, ermutigte Valeska im Jahr 1939 mit der Malerei zu beginnen. Zu diesem Zeitpunkt war Valeska 54 Jahre und hatte zuvor keine künstlerische Ausbildung erhalten. Galka Scheyer war erfahren in der künstlerischen Erziehung von Kindern und regte diese an, spontan und expressiv zu malen. Sie begrüßte Valeskas Unerfahrenheit mit dem Medium Malerei. Valeska entwickelte ihren eigenen Stil mit meist länglichen Gesichtern und einem Reichtum an Details und Farbe.
Ihre Kunst zeigt jüdische religiöse Motive und jüdischen Lebens, obwohl sie nicht in einem religiösen Haushalt aufgewachsen war. Ihre Verwandten und ihre eigenen Erfahrungen mit dem NS-Regime motivierten sie, ihre jüdischen Wurzeln wiederzuentdecken. Als sie nach Los Angeles zog, studierte sie jüdische Geschichte und Literatur, trat der zionistischen Frauenorganisation Hadassah bei und beteiligte sich an anderen jüdischen Organisationen.
Valeska begann im Jahr 1955 im Alter von 70 Jahren mit der Bildhauerei in Ton. Auch in dieser künstlerischen Technik fuhr sie mit der Darstellung jüdischer Themen fort. Ihre Skulpturen wurden im Jahr 1966 in der Brandeis University in Waltham (Massachusetts) ausgestellt und im Jahr 1980, neben ihren Gemälden und Fotografien, in einer Einzelausstellung im „Los Angeles Jewish Community Center“ und anderen Veranstaltungsorten.

## Soziales Engagement
Im November 1945, nach dem Ende des Zweiten Weltkriegs, gründete Valeska eine Freundschaftsaktion zwischen Kindern von Los Angeles und der niederländischen Stadt Rijswijk. Dort hatten Einwohner jüdische Mitbürger vor der Deportation geschützt. Mit Hilfe Valeskas und ihrer Unterstützer wurden über 2000 Kinder der niederländischen Stadt mit Nahrung und Kleidung versorgt.
Nach dem Tode ihrer Freundin Galka Scheyer, Ende 1945, ordnete Lette Valeska deren Archiv und Nachlass. Zudem schrieb sie das Buch „Galka Emmy Scheyer und die Blaue Vier“. Für ihre Verdienste um Scheyer wurde Lette Valeska 1973 das Bundesverdienstkreuz 1. Klasse verliehen.

## Valeska unterstützte Weilers Jawlensky-Buch
Die erste große Biografie zu dem russischen Maler Alexej Jawlensky von Clemens Weiler würde Lücken aufweisen, wäre er nicht von Valeska unterstützt worden. Darauf weist der Autor in der Einleitung seines Buches extra hin: „Mein Dank gebührt Frau Lotte Valeska in Los Angeles, die in ständiger Bereitwilligkeit für mich Auszüge aus den Korrespondenzen ihrer verstorbenen Freundin Emmy Scheyer anfertigte. Mr. Levitt unterstützte in großzügiger Weise die Arbeit dadurch, daß er Frau Valeska die Einsichtnahme in die Korrespondenzen der Scheyer, die im Museum zu Pasadena ruhen, dessen Direktor er ist, gestattet hat.“

## Ausstellung
Das Städtische Museum Braunschweig zeigte vom 5. September 2023 bis zum 7. Januar 2024 die Ausstellung „Stars ohne Glamour – Lette Valeska. Eine Braunschweiger Fotografin in Hollywood“.